# Bisporella citrina
Bisporella citrina es una especie de hongo de la familia Helotiaceae. El hongo produce pequeñas copas amarillas de hasta 3 mm de diámetro, a menudo sin tallo, que fructifican en grupos o densos racimos sobre madera en descomposición que ha perdido su corteza. Esta especie de amplia distribución se encuentra en el norte de África, Asia, Europa, América del Norte, América Central y América del Sur. Este hongo, que se encuentra a finales del verano y en otoño, es bastante común, pero se pasa por alto fácilmente debido a su pequeño tamaño. Existen varias especies similares que, en la mayoría de los casos, pueden distinguirse por diferencias de color, morfología o sustrato. Microscópicamente, B. citrina puede distinguirse de estas especies similares por sus esporas elípticas, que tienen un tabique central y una gota de aceite en cada extremo.

## Taxonomía
La especie fue descrita originalmente en Europa en 1789 por el naturalista alemán August Batsch como Peziza citrina. Elias Fries sancionó este nombre en el segundo volumen de su Systema Mycologicum (1821). Jean Louis Émile Boudier transfirió la especie a Calycella en 1885.  Otro nombre histórico del hongo se derivó del Octospora citrina de Johann Hedwig de 1789.  Fries transfirió el nombre de Hedwig a Helotium en 1846, y durante varias décadas el hongo se conoció como Calycella citrina o Helotium citrinum, dependiendo del concepto genérico que aceptara un autor. En una publicación de 1974, Richard P. Korf señaló que el nombre genérico Helotium compite con un género basidiomiceto del mismo nombre, y según las reglas de la nomenclatura botánica, la versión ascomiceto del nombre tuvo que ser abandonada porque la versión basidiomiceto fue sancionada por Fries en 1832, y por lo tanto tenía prioridad. También señaló que el nombre genérico Calycella no podía utilizarse, ya que es un sinónimo de un nombre más antiguo Calycina, que contiene especies que sólo tienen una relación taxonómica lejana con Helotium citrinum. En consecuencia, transfirió formalmente Helotium citrinum a Bisporella, para producir la nueva combinación Bisporella citrina. Korf señaló además que, dado que Bisporella fue publicada por Pier Andrea Saccardo en 1884, tenía prioridad sobre Calycella de Boudier en 1885, que desde entonces se ha tratado como sinónimo de Bisporella, pero en otros lugares Calycina se trata como distinta.
El epíteto específico citrina deriva del latín citrinus, que significa «amarillo limón».

## Descripción
Los cuerpos fructíferos comienzan como glóbulos esféricos cerrados, antes de expandirse. Los cuerpos fructíferos, lisos y de color amarillo brillante, son pequeños -normalmente de menos de 3 mm (1⁄8 pulgadas) de diámetro y de hasta 1 mm (1⁄32 pulgadas) de altura- y tienen forma de copa o disco poco profundo. La superficie interna es lisa y de color amarillo brillante, mientras que la externa es de un amarillo más pálido. En masa, el color de la espora es blanco. El pedúnculo es ancho, de color amarillo pálido y de corto a casi ausente; cuando está presente rara vez supera 1 mm. Los cuerpos fructíferos pueden ser tan numerosos que sus formas se distorsionan por el hacinamiento. Los cuerpos fructíferos que se han secado están arrugados y tienen un color marrón anaranjado apagado. Los cuerpos fructíferos no tienen sabor ni olor característicos y no son comestibles.
Las esporas lisas son aproximadamente elípticas, miden 8-14 por 3-5 μm; en la madurez tienen una pared transversal, y gotas de aceite en cada extremo. Los ascos (células portadoras de esporas) miden 100-135 por 7-10 μm. Las paráfisis tienen forma de cilindros estrechos con diámetros de hasta 1,5 μm, y tienen las puntas redondeadas o en forma de garrote. El β-caroteno es el pigmento predominante responsable del color amarillo del cuerpo del fruto.

### Especies similares
Existen varios pequeños discomicetos amarillos con los que B. citrina podría confundirse. Algunos parecidos son la copa de bellota (Hymenoscyphus fructigenus) que crece sobre bellotas caídas y nueces de nogal. El hongo de la mancha verde (Chlorociboria aeruginascens) forma copas de color verde azulado, y mancha su sustrato de madera de color verde azulado. Lachnellula arida tiene hasta 6 mm (1⁄4 in) de diámetro, y tiene pelos alrededor del borde de su copa, y su superficie exterior está cubierta de pelos marrones cortos. Los cuerpos fructíferos de Bisporella sulfurina tienen una coloración similar a B. citrina, pero son más pequeños y crecen en racimos sobre estroma fúngico viejo y ennegrecido de la madera. Las especies de Phaeohelotium parecen similares, y las especies de Orbilia producen discos más pequeños. Pithya y Chloroscypha crecen sobre follaje de coníferas. Las copas de Arachnopeziza tienen una superficie difusa.
Otros parecidos incluyen especies de Hymenoscyphus, incluyendo H. calyculus, pero estos pueden distinguirse por sus tallos distintos, y el crecimiento en pequeños restos leñosos como palos y ramitas, en lugar de troncos y tocones. Muchos otros pequeños discos amarillos tienen márgenes con flecos o peludos en los discos, como Anthracobia melaloma; esta última especie crece en o cerca de musgo, en lugar de madera. Chlorosplenium chlora es otro pequeño hongo de copa parecido a B. citrina. Tiene una superficie exterior de color amarillo brillante, pero el himenio adquiere tintes verdosos con la edad. El hongo común de la mancha gelatinosa (Dacrymyces stillatus) suele ser más pequeño, pero puede acercarse a las dimensiones de B. citrina. De color similar, los cuerpos de sus frutos suelen tener forma de gota y no de copa. Otro hongo en forma de copa que crece en madera de haya muerta es Neobulgaria pura, pero sus cuerpos fructíferos son más grandes, de 2-4 cm (3⁄4–15⁄8 pulgadas).
También son similares Bisporella pallescens, Dacrymyces capitatus, Guepiniopsis alpina y miembros de Octospora.

## Distribución
Bisporella citrina es sapróbica, por lo que obtiene nutrientes descomponiendo moléculas orgánicas complejas en otras más simples. Los cuerpos fructíferos suelen crecer en grupos densos en la superficie de la madera podrida (especialmente en árboles de hoja caduca), sobre todo en hayas. También se han encontrado creciendo en los cuerpos fructíferos del hongo poliporo Daedaleopsis confragosa. En un estudio sobre la sucesión de hongos asociados al deterioro de un haya sana de 120 años arrancada por fuertes vientos, se encontró B. citrina en la madera unos tres años después de la caída. Apareció después de colonizadores tempranos como Quaternaria quaternata, Tubercularia vulgaris (la forma anamorfa de Nectria cinnabarina) y Bulgaria inquinans, y fue seguido por Stereum hirsutum y Nectria cinnabarina.

## Ecología
Este hongo, muy extendido, se conoce en el norte de África, Asia, Europa, América del Norte, América Central y del Sur, Australia, y Nueva Zelanda. Es uno de los más comunes de los pequeños discomicetos.